# Dongcheng (socken i Kina, Shandong, lat 36,52, long 118,59)
Dongcheng (kinesiska: 东城街道, 东城) är en socken i Kina. Den ligger i provinsen Shandong, i den östra delen av landet, omkring 140 kilometer öster om provinshuvudstaden Jinan.
Genomsnittlig årsnederbörd är 853 millimeter. Den regnigaste månaden är juli, med i genomsnitt 294 mm nederbörd, och den torraste är januari, med 8 mm nederbörd.